# Paullinia mallophylla
Paullinia mallophylla är en kinesträdsväxtart som beskrevs av L. Radlk.. Paullinia mallophylla ingår i släktet Paullinia och familjen kinesträdsväxter. Inga underarter finns listade i Catalogue of Life.